# Robert Robinson (artiste)
Pour les articles homonymes, voir Robinson.

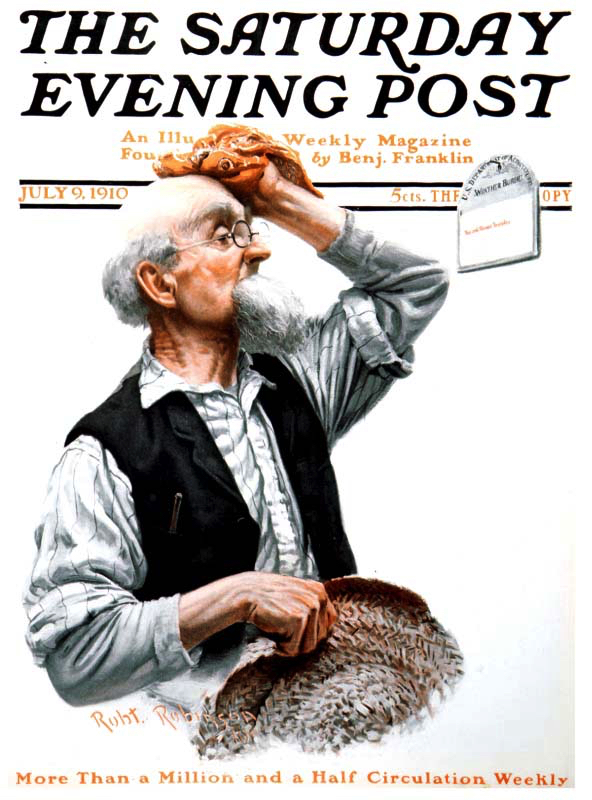
Saturday Evening Post, couverture du 9 juillet 1910.

Robert Bernard Robinson né le 3 juin 1886 à Wilkes-Barre et décédé le 6 décembre 1952 à New York, est un artiste américain. Peintre, illustrateur et graveur, il est considéré comme l'un des précurseurs du style popularisé par Norman Rockwell. 

## Biographie
Né à Wilkes-Barre (Pennsylvanie) le 3 juin 1886, Robinson devient étudiant à la Pennsylvania Academy of Fine Arts, puis, de 1909 à 1911, travaille aux côtés de l'illustrateur Howard Pyle, au sein de la communauté d'artistes formée à Brandywine, située près de Wilmington (Delaware), et que les critiques d'art appelleront Brandywine School (en). Il fait ses débuts d'illustrateur dans le magazine Life (1909) et signe « R B Robinson ». En 1912, il effectue un voyage à Paris, puis revient s'installer dans le Queens (New York) avec sa famille. Pleins d'humour, très expressifs, sensibles aux petits tracas de la vie quotidienne, ses dessins sont à partir de 1910 appelés à faire les unes du Saturday Evening Post jusqu'en 1925, mais aussi de The Motor (magazine édité par Hearst) qui sera sa plus longue collaboration, de septembre 1926 à 1952 ; il illustre également  The American Druggist, The Farm Journal, Liberty, Redbook, entre autres,. 
De façon plus confidentielle, il est l'un des premiers illustrateurs du magazine socialiste The Masses (1911). Dans les années 1920, il commence à produire des estampes issues de la linogravure. Certaines sont publiées dans The Reader.
Ses travaux comprennent également des affiches publicitaires. Il passe toute sa vie sur la Côte est des États-Unis et n'oublie pas de revenir à la production de scènes de genre, des huiles du toile qu'il propose à des galeries et signe « Robt. Robinson ». En 1917, il était devenu membre de la Society of Independent Artists et exposa deux toiles à leur première session cette même année à Manhattan.
Il meurt le 6 décembre 1952.